# Villacid de Campos
Villacid de Campos è un comune spagnolo di 105 abitanti situato nella comunità autonoma di Castiglia e León.